# Леблан, Эдвард Оливер
Эдвард Оливер Леблан (англ. Edward Oliver LeBlanc; 8 октября 1923, Вьей-Кас, колония Доминика, Британские Подветренные острова — 29 октября 2004, там же, Доминика) — доминикский государственный деятель, главный министр (1961—1967), премьер-министр (1967—1974) Доминики.

## Биография
Мелкий фермер. Получил сельскохозяйственное образование в имперском колледже Тринидада и Тобаго. С 1945 по 1953 год работал инструктором в управлении сельского хозяйства Тринидада и Тобаго. Затем становится агентом Ассоциации банановых плантаторов Доминики на севере острова. Параллельно он избирается в муниципальный совет Виел-Кейса. Известность к нему пришла в бытность членом Федеральной партии, представлявшей Доминику в недолговечной Федерации Вест-Индии.
В 1957 г. вступил в основанную двумя годами ранее Доминикскую лейбористскую партию, был избран в Законодательный совет от Портсмута. После победы лейбористов на всеобщих выборах 1961 г. становится главным министром и министром финансов Доминики. Во многом это был поворотный момент в истории Доминики: Леблан был первым человеком без связей с городскими элитами, поднявшимся до главного правительственного поста на острове. Привёл свою партию к новым электоральным победам в 1965 и 1970 гг.
После развала Федерации Вест-Индии, где он был одним из двух представителей Доминики, в мае 1962 г. участвовал в Лондонских конференциях, на которой обсуждалось создание «Малой восьмерки», федерации из восьми государств Карибского бассейна. Вёл успешные переговоры, повысившие статус Доминики в направлении большей независимости. После провозглашения Доминики ассоциированным с Великобританией государством (1967) был назначен на должность премьер-министра.
После образования в следующем году консервативной Доминикской партии свободы давление на правительство возрастает. Однако личная популярность главы кабинета остается высокой, поскольку она была связана с крупными социальными и экономическими изменениями в Доминиканской Республике в 1960-х гг. В частности, регионального бананового бума, повышения благосостояния граждан, а провозглашавшаяся лейбористами политика поддержки обычных людей («маленького человека») в противовес старой элите существенно повысила его популярность среди простых граждан. Был твердо привержен своим идеалам предоставления равных возможностей доминиканским гражданам и реализации образовательной и рабочей политики, направленной на преодоление бедности страны и народа.
В 1970 г. против него выступили члены правительства, им удалось исключить его из Доминикской лейбористской партии. В ответ он объединяет своих сторонников в Лейбористскую партию Леблана, с которыми побеждает на всеобщих выборах в том же году. Фракция премьер-министра Леблана получила 8 мест, соперничающая фракция ЛПД — 1, а консервативная Партия свободы Доминики — 2. В 1973 г. в стране прошли массовые демонстрации протеста против попытки региональной интеграции с Гайаной, росло давление и со стороны Доминикской партии свободы, и со стороны профсоюзов. В июле 1974 г. он объявил об уходе в отставку.
В 1977 г. он был назначен делегатом на Конституционную конференцию в Лондоне, чтобы обсудить условия предоставления политической независимости Доминики. В 1983 г. был в составе комитета по пересмотру Конституции. Затем он полностью ушел из общественно-политической жизни.